# フリードリヒ・ズーピヒ
フリードリヒ・ズーピヒ（Friedrich Suppig、生没年不詳）は、18世紀前半に活動したドイツのバロックオルガン奏者で、音楽理論家、作曲家。

## 作品
ズーピヒについては、まだほとんどわかっておらず、1722年6月24日にドレスデンで記された2つの写本で知られているのみである。
写本のひとつは『音楽の算法（カルキュルス・ムジクス，Calculus musicus）』である。これは音律と調律法に関する論文であり、1オクターヴあたり19音からなる純正律の一種と、1オクターヴあたり31音からなる平均律（31平均律）を論じている。なお31平均律については、すでにルネサンス以降、イタリアでニコラ・ヴィチェンティーノ、オランダでクリスティアン・ホイヘンスらが言及しており、それらのドイツでの受容というべき論文である。
『音楽の算法』の表紙には、写本の日付と同年に記されたJ.S.バッハの平均律クラヴィーア曲集（ほどよく調律されたクラヴィーアのための曲集）第1巻自筆譜表紙とよく似た手書きの渦巻装飾が記されており、ズーピヒとバッハのどちらかが相手を参照したか、あるいは共通の祖型を参照した可能性が高い。
平均律クラヴィーア曲集は、平均律ではない何らかの音律に基づいて作曲されたが、1999年ドイツの数学者アンドレアス・シュパルシューによって、バッハが曲集の表紙に、渦巻装飾を通じて音律と調律法に対する指示を出していたという説が提出されて以来、渦巻装飾に関する議論が続いており、その関連でズーピヒにも関心が寄せられている。ジョン・チャールズ・フランシスの研究によると、ズーピヒの表紙にはさらなる音律が図式で示されている可能性もあるという。
もうひとつの写本は、『音楽の迷宮（ラビュリントゥス・ムジクス，Labyrinthus musicus）』である。短い序文とファンタジアという題が付いた長い音楽作品からなる。これは、24の調すべてを使用し、1オクターブあたり31の音程を持ち、すべての調で純正な長三度を可能にした（実質的に31平均律の）異名異音の鍵盤を持つオルガンもしくはチェンバロを対象としている。
ヘンデルの友人で、音楽理論家・オペラ歌手・外交官だったヨハン・マッテゾンが、ドイツ最初の音楽批評誌である『音楽批評（Critica musica，1722）』で『音楽の迷宮』について言及し、作者であるズーピヒをドレスデン郊外のオルガン奏者として紹介しているため、そこからバッハはズーピヒが24の調で作曲したこと、それを可能にする音律が存在することを知ったものと考えられる。
2つの写本は、1863年時点で、定期刊行物オイテルペ（Euterpe，1863年22号）でこの作品について言及したケーテンのルイ・キンドシャー（本名ハインリッヒ・カール・ルートヴィヒ・キンドシャー）が所有していた。写本にはドレスデン市政府への献呈が記されている。ドレスデン市に提出されなかったのか、ズーピヒに返還されたのか、複本であるのかは不明である。
2つの写本は、ルドルフ・ラッシュが編集した『調律と音律に関するライブラリー』の第3巻に収録され、1990年オランダのハウテンに本拠を置くディアパソン社から出版、広く知られるようになった。また『音楽の迷宮』の楽譜は、12平均律用の記譜ではあるが、エディション・バロック社からも出版されている。演奏時間1時間ほどの長大な作品である。